# Egoitz García

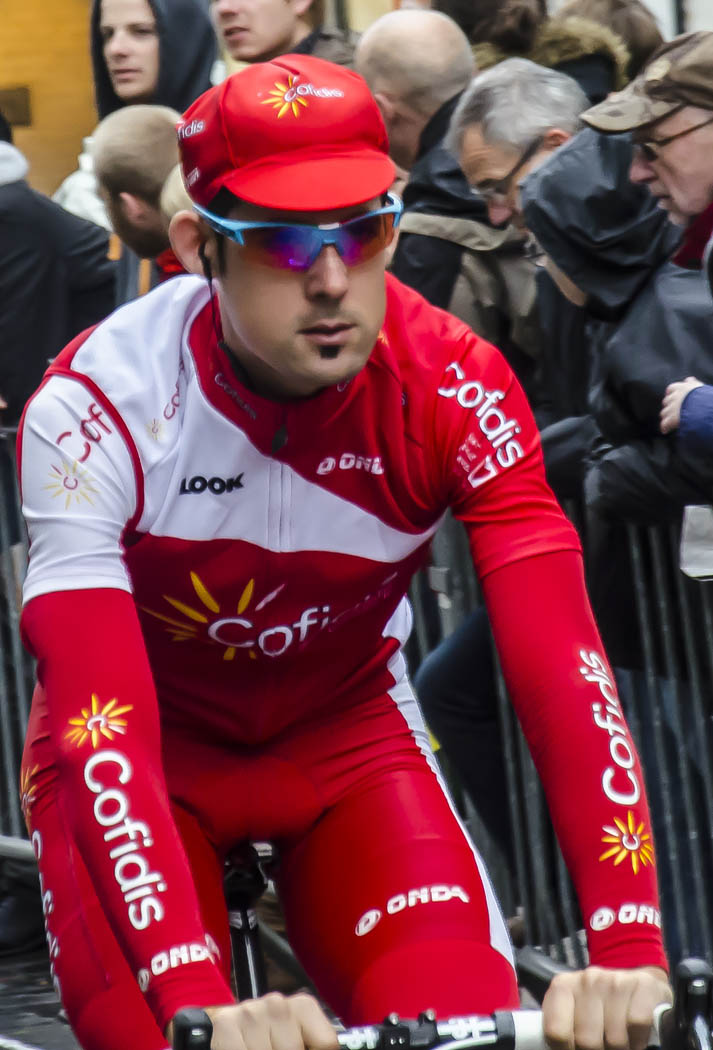
Egoitz García (2014).

Egoitz García Echeguibel (* 31. März 1986 in Atxondo) ist ein spanischer Radrennfahrer.

## Karriere
Egoitz García gewann 2007 eine Etappe bei der Vuelta Ciclista a Valladolid, einem Etappenrennen des spanischen Radsportkalenders. 2009 schloss er sich dem andorranischen Continental Team Andorra-Grandvalira an. Im folgenden Jahr erhielt García seinen ersten Vertrag bei einem Professional Continental Team, der spanischen Mannschaft Caja Rural. Seinen ersten Sieg bei einem internationalen Radrennen war die Gesamtwertung der Zweitagesfahrt Paris–Corrèze im Jahr 2012, den er sich durch Rang zwei auf der Schlussetappe hinter Kenny Elissonde sicherte, mit dem er sich zusammen absetzte. Er beendete während seiner Laufbahn zwei Grand Tours: die Vuelta a España 2012 als 101. und die Tour de France 2013 als 115.

## Erfolge
2012
- Gesamtwertung Paris–Corrèze

## Teams
- 2009 Andorra-Grandvalira
- 2010 Caja Rural
- 2011 Caja Rural
- 2012 Cofidis, le Crédit en Ligne
- 2013 Cofidis, Solutions Crédits
- 2014 Cofidis, Solutions Crédits
- 2015 Murias Taldea